# Метраль, Альбер
Альбер Метраль (фр. Albert Roger Marc Metral; 1902, Лион — 10 февраля 1962) — французский инженер.
Окончил Политехническую школу (1920), затем с золотой медалью Горную школу (1922). В 1925 г. временно замещал Поля Пенлеве в должности профессора механики жидкостей Политехнической школы (в связи с тем, что Пенлеве в этот период занимал пост премьер-министра Франции). В дальнейшем преподавал в различных учебных заведениях, в частности много лет заведовал кафедрой механики в Консерватории искусств и ремёсел. Занимался вопросами общей и прикладной механики, а также аэродинамики. В 1939 г. был призван на службу в ВВС Франции в чине капитана, в дальнейшем оказался на оккупированной немцами территории, откуда отправился в научную командировку в США, после чего вплоть до окончания Второй мировой войны жил и работал в подконтрольной союзникам Северной Африке, основав в 1942 году компанию по ремонту авиационных моторов и другой военной техники.
Опубликовал ряд учебных и справочных работ, в том числе монографию «Шлифовальный станок» (фр. La machine-outil: Usinage par abrasion), а также статью об изобретательских достижениях Антуана де Сент-Экзюпери.
Командор Ордена Почётного легиона (1953).